# Sona (Italië)
Sona is een gemeente in de Italiaanse provincie Verona (regio Veneto) en telt 15.020 inwoners (31-12-2004). De oppervlakte bedraagt 41,2 km², de bevolkingsdichtheid is 365 inwoners per km².
De volgende frazioni maken deel uit van de gemeente: Palazzolo, San Giorgio in Salici, Lugagnano.

## Demografie
Sona telt ongeveer 5661 huishoudens. Het aantal inwoners steeg in de periode 1991-2001 met 13,5% volgens cijfers uit de tienjaarlijkse volkstellingen van ISTAT.
| Jaar | Inwoneraantal |
| ---- | ------------- |
| 1991 | 12.577        |
| 2001 | 14.275        |

## Geografie
De gemeente ligt op ongeveer 169 m boven zeeniveau.
Sona grenst aan de volgende gemeenten: Bussolengo, Castelnuovo del Garda, Sommacampagna, Valeggio sul Mincio, Verona.